# Erwin Reichert
Erwin Reichert (* 8. Juni 1948 in Neuburgweier; † 12. Dezember 2013 in Freudenstadt) war ein deutscher Kommunalpolitiker (SPD). Er war von 1992 bis 2008 Oberbürgermeister der Stadt Freudenstadt.

## Leben und Beruf
Erwin Reichert wurde am 8. Juni 1948 in Neuburgweier (heute Stadt Rheinstetten) geboren. Von 1965 bis 1971 absolvierte er eine Ausbildung für den gehobenen nichttechnischen Verwaltungsdienst bei der Stadt Karlsruhe. Die Ausbildung schloss er als Diplom-Verwaltungswirt ab. 1968/69 wurde er zum Wehrdienst eingezogen. Nach seiner Ausbildung war er von 1972 bis 1978 als Baurechtssachbearbeiter, insbesondere im Bereich Umweltschutz, bei der Stadt Karlsruhe tätig. Von 1978 bis 1984 war er Verwaltungsleiter und stellvertretender Ortsvorsteher in Durlach. Anschließend war er bis 1992 Büroleiter des Dezernenten für Sport, Bäder und Wohnungswesen der Stadt Karlsruhe. Dort war er unter anderem für das Ausländerwesen, Jugend und Senioren verantwortlich. Reichert war in seiner Funktion am Umbau des Wildparkstadions und der Erweiterung der Europahalle Karlsruhe beteiligt. In den Jahren 1992 bis 2008 war er Oberbürgermeister der Stadt Freudenstadt im Schwarzwald.
Er verstarb nach schwerer Krankheit am 12. Dezember 2013. Reichert war verheiratet und hatte zwei Kinder.

## Amtszeit
Nach dem Amtsverzicht seines Vorgängers wurde Erwin Reichert am 10. Mai 1992 zum Oberbürgermeister Freudenstadts gewählt. Er trat sein Amt am 2. Juli 1992 an. Er war somit der erste badische Oberbürgermeister einer württembergischen Großen Kreisstadt. In seine Amtszeit fiel der Wandel Freudenstadts von einer Kur- hin zu einer Tourismusstadt. Im Jahr 2000 wurde Reichert wiedergewählt. Zu seinen größten politischen Erfolgen zählen die Umgestaltung des Unteren Marktplatzes, die Etablierung des Schwarzwald Musikfestivals, und der Ausbau des öffentlichen Personennahverkehrs in Richtung Karlsruhe, Stuttgart und Offenburg („Freudenstädter Stern“). Durch die Ausweisung von wichtigen Baugebieten trieb Reichert die städtebauliche Weiterentwicklung Freudenstadts voran. Weitere Verdienste erwarb er sich mit der Gründung des Subiaco-Kino, der Eröffnung eines Skulpturenpfads und dem Sommertheater. Die Vertiefung der Städtepartnerschaften, insbesondere mit der französischen Stadt Courbevoie, war Reichert ein wichtiges Anliegen. Nach 16 Jahren als Oberbürgermeister kündigte Reichert im September 2007 an, auf eine weitere Amtszeit zu verzichten. Er wurde am 1. Juli 2008 in den Ruhestand verabschiedet. Sein Nachfolger ist Julian Osswald.

## Sonstiges
Bis zu seinem Tod war Reichert weiterhin ehrenamtlich aktiv. So war er Gründungsmitglied des Freudenstädter Stadtseniorenrats und Vorsitzender des Heimat- und Museumsvereins. Erwin Reichert war fast 40 Jahre lang Mitglied der SPD. Zudem gehörte er dem Kreistag des Landkreises Freudenstadt, unter anderem als Stellvertreter des Landrats, sowie dem Regionalverband Nordschwarzwald an. Seit 2009 war er Aufsichtsratsvorsitzender der Winzergenossenschaft Baden-Baden. In Neuweier bestellte er einen eigenen Weinberg. Darüber hinaus war er in seiner Amtszeit Mitglied zahlreicher Gremien, beispielsweise im Tourismusausschuss des Deutschen Städtetages. Das Landesmedienzentrum leitete er als Verwaltungsratsvorsitzender. Am 29. September 2015 würdigte der Gemeinderat der Stadt Freudenstadt sein Wirken, indem die Fontänen auf dem Marktplatz nach ihm benannt wurden (Erwin-Reichert-Fontänen).